# Карамыш (станция)
Карамыш — станция 4-го класса Саратовского региона Приволжской железной дороги на 86,1 км участка железнодорожной линии Саратов II — Петров Вал (линия электрифицирована). Находится в одноимённом пристанционном посёлке Карамыш в Красноармейском районе Саратовской области.
Расстояние до узловых станций (в километрах): Саратов II-Товарный — 87, Петров Вал — 114.
Соседние станции (ТР4): 621214 79 км 621407 Суворовский

## История
Станция основана в 1942 году, во время Великой Отечественный войны, в связи со строительством Волжской рокады. Первый поезд через станцию Карамыш прошёл 14 августа 1942 года. На станции, в годы использования паровозной и тепловозной тяги, имелось оборотное локомотивное депо и дом отдыха локомотивных бригад.
При электрификации надобность в этих объектах пропала, но была построена тяговая подстанция.
В 1945 году при станции возник посёлок железнодорожных рабочих — будущий Карамыш.
В 2000 году сдан в эксплуатацию электрифицированный на переменном токе участок Саратов — Карамыш, в 2001 году — участок Карамыш — Петров Вал.

## Коммерческие операции (параграфы)
- 1	Прием и выдача повагонных отправок грузов, допускаемых к хранению на открытых площадках станций.
- 3	Прием и выдача грузов повагонными и мелкими отправками, загружаемых целыми вагонами, только на подъездных путях и местах необщего пользования.
- П	Продажа билетов на все пассажирские поезда. Прием и выдача багажа.